# Abel Chapman
Abel Chapman (1851–1929) fue un cazador-naturalista nacido en Sunderland (Inglaterra). Junto con J. Buck explora y describe los paisajes y la vida silvestre de la península ibérica del siglo XIX. Ambos fueron figuras importantes de la conservación, trabajando por la protección de especies amenazadas (como capra pyrenaica) y la creación de áreas naturales protegidas fundamentales como el Coto de Doñana.

## Chapman en España
En 1871, Chapman realizó su primer viaje a España y quedó fascinado por la vida silvestre de la península ibérica, descubriéndola junto a su amigo y socio J. Buck, entusiasta naturalista. A partir de este primer viaje, Chapman repitió sus visitas una o dos veces al año.
Juntos publicaron dos textos dedicados a España: Wild Spain, y Unexplored Spain. El primero fue publicado en Londres en 1893, cuando Buck llevaba un cuarto de siglo residiendo en España, donde se había instalado como vinatero en 1868, y traducido por primera vez al español en 1963, bajo las dirección del Conde Yebes y el segundo libro apareció en 1910 y fue traducido al español en 1989, bajo la dirección de Antonio López Ontiveros.